# My Republic
My Republic is het zevende studioalbum van de Amerikaanse punkband Good Riddance. Het werd uitgegeven op 27 juni 2006 door het label Fat Wreck Chords en is het eerste album in een periode van zo'n drie jaar waarin de band nauwelijks actief is geweest. Het is tevens het eerste album waar drummer Sean Sellers weer aan heeft meegewerkt. Sellers verliet de band in 1999 en is te horen op eerdere albums van de band, waaronder de studioalbums A Comprehensive Guide to Moderne Rebellion (1996), Ballads from the Revolution (1998), en Operation Phoenix (1999).
Hoewel de vorige drie studioalbums zijn opgenomen in The Blasting Room in Fort Collins, Colorado, is dit album opgenomen in de Motor Studios in San Francisco, Californië, waar ook het album Ballads from the Revolution is opgenomen. Het productieteam was echter niet veranderd en bestond nog steeds uit Bill Stevenson en Jason Livermore, die alle albums van Good Riddance die zijn uitgekomen na 1999 hebben geproduceerd. My Republic zou het laatste album van de band zijn en de band werd opgeheven in mei 2007, waarna het livealbum Remain in Memory: The Final Show werd uitgegeven. De band kwam echter na vijf jaar weer bij elkaar.

## Nummers
1. "Out of Mind" - 2:22
2. "Texas" - 2:03
3. "Shame" - 1:48
4. "Tell Me Why" - 2:30
5. "Torches and Tragedies" - 1:28
6. "Darkest Days" - 2:41
7. "Up to You" - 1:27
8. "Regret" - 2:17
9. "Boise" - 3:06
10. "Rise and Fall" - 1:39
11. "Broken" - 2:31
12. "Save the Children" - 2:07
13. "This Beast Is Dangerous" - 1:47
14. "Uniform" - 2:55

## Band
- Russ Rankin - zang
- Luke Pabich - gitaar
- Chuck Platt - basgitaar
- Sean Sellers - drums